# Lương Ngọc
Lương Ngọc là một huyện cũ của tỉnh Thanh Hóa, tồn tại từ ngày 5 tháng 7 năm 1977 đến ngày 30 tháng 8 năm 1982.

## Địa lý
Huyện Lương Ngọc có vị trí địa lý:
- Phía bắc giáp 2 huyện Bá Thước và Cẩm Thủy
- Phía nam giáp 2 huyện Thường Xuân và Thọ Xuân
- Phía đông giáp huyện Thiệu Yên
- Phía tây giáp huyện Quan Hóa và một phần biên giới với Lào.

## Lịch sử
Huyện Lương Ngọc được thành lập ngày 5 tháng 7 năm 1977 trên cơ sở sáp nhập hai huyện Lang Chánh và Ngọc Lặc. Cùng trong năm 1977 thành lập các huyện Trung Sơn, Vĩnh Thạch, Đông Thiệu, Thiệu Yên.
Khi hợp nhất, đơn vị hành chính của huyện Lương Ngọc gồm 3 thị trấn nông trường: Lam Sơn, Sông Âm, Thống Nhất và 25 xã: Cao Ngọc, Cao Thịnh, Đồng Lương, Đồng Thịnh, Giao An, Kiên Thọ, Lâm Phú, Minh Sơn, Mỹ Tân, Ngọc Khê, Ngọc Liên, Ngọc Sơn, Ngọc Trung, Nguyệt Ấn, Phúc Thịnh, Phùng Giáo, Quang Hiến, Quang Trung, Tam Văn, Tân Phúc, Thạch Lập, Thúy Sơn, Trí Nang, Vân Am, Yên Khương.
Ngày 23 tháng 10 năm 1978, chuyển thị trấn nông trường Thống Nhất về huyện Thiệu Yên quản lý.
Ngày 2 tháng 10 năm 1981, chia xã Yên Khương thành hai xã lấy tên là xã Yên Khương và xã Yên Thắng; chia xã Giao An thành hai xã lấy tên là xã Giao An và xã Giao Thiện; chia xã Minh Sơn thành hai xã lấy tên là xã Minh Sơn và xã Minh Tiến; chia xã Cao Thịnh thành hai xã lấy tên là xã Cao Thịnh và xã Lộc Thịnh; chia xã Phùng Giáo thành hai xã lấy tên là xã Phùng Giáo và xã Phùng Minh.
Từ đó, đơn vị hành chính của huyện Lương Ngọc gồm 2 thị trấn nông trường: Lam Sơn, Sông Âm và 30 xã: Cao Ngọc, Cao Thịnh, Đồng Lương, Đồng Thịnh, Giao An, Giao Thiện, Kiên Thọ, Lâm Phú, Lộc Thịnh, Minh Sơn, Minh Tiến, Mỹ Tân, Ngọc Khê, Ngọc Liên, Ngọc Sơn, Ngọc Trung, Nguyệt Ấn, Phúc Thịnh, Phùng Giáo, Phùng Minh, Quang Hiến, Quang Trung, Tam Văn, Tân Phúc, Thạch Lập, Thúy Sơn, Trí Nang, Vân Am, Yên Khương, Yên Thắng.
Ngày 30 tháng 8 năm 1982, huyện Lương Ngọc chia thành hai huyện Lang Chánh và Ngọc Lặc như cũ:
- Huyện Lang Chánh có 10 xã: Đồng Lương, Giao An, Giao Thiện, Lâm Phú, Quang Hiến, Tam Văn, Tân Phúc, Trí Nang, Yên Khương, Yên Thắng.
- Huyện Ngọc Lặc có 2 thị trấn nông trường: Lam Sơn, Sông Âm và 20 xã: Cao Ngọc, Cao Thịnh, Đồng Thịnh, Kiên Thọ, Lộc Thịnh, Minh Sơn, Minh Tiến, Mỹ Tân, Ngọc Khê, Ngọc Liên, Ngọc Sơn, Ngọc Trung, Nguyệt Ấn, Phúc Thịnh, Phùng Giáo, Phùng Minh, Quang Trung, Thạch Lập, Thúy Sơn, Vân Am.

Cũng trong năm 1982, các huyện Trung Sơn, Vĩnh Thạch, Lương Ngọc chia thành các huyện như cũ. Riêng huyện Đông Thiệu đổi lại là huyện Đông Sơn nhưng vẫn giữ nguyên địa giới.